# 4218 Demottoni
A 4218 Demottoni (ideiglenes jelöléssel 1988 BK3) a Naprendszer kisbolygóövében található aszteroida. Henri Debehogne fedezte fel 1988. január 16-án.